# Lazar Kojić
Lazar Kojić (in serbo Лазар Којић?; Belgrado, 11 dicembre 1999) è un calciatore serbo, centrocampista dell'Hegelmann.

## Caratteristiche tecniche
È un centrocampista centrale.

## Carriera
Cresciuto nel settore giovanile del Brodarac, nel 2018 è stato acquistato dal Fortuna Sittard. Ha esordito fra i professionisti il 2 marzo 2018 disputando l'incontro di Eerste Divisie perso 2-0 contro il Volendam.